# Anton Johannes von Saurma-Jeltsch
Anton Johannes Graf von Saurma-Jeltsch (* 23. Januar 1832 in Neuland bei Löwenberg; † 24. März 1891 in Laskowitz) war ein schlesischer Rittergutsbesitzer und preußischer Hofbeamter.

## Leben
Anton Johannes von Saurma-Jeltsch wurde als Sohn des Johann Moritz Graf von Saurma-Jeltsch, Fideikommissherr auf Laskowitz und Königlicher preußischer Kammerherr, und der Pauline geb. Freiin von Saurma-Jeltsch geboren. Nach dem Besuch des Breslauer Matthias-Gymnasiums studierte er an der Rheinischen Friedrich-Wilhelms-Universität Bonn und der Friedrich-Wilhelms-Universität Berlin. 1852 wurde er Mitglied des Corps Borussia Bonn. Als Rittmeister a. D. wurde er Fideikommissherr auf Laskowitz und Königlicher preußischer Kammerherr. Saurma-Jeltsch war mit Antonie Burggräfin und Gräfin zu Dohna-Schlobitten (* 10. Juni 1836; † 24. September 1897) – Tochter des Politikers Richard Friedrich zu Dohna-Schlobitten – verheiratet. Das Ehepaar hatte neun Kinder.
Friedrich von Saurma ist sein Enkel.